# Orde de la Casa de Hohenzollern
L'Orde de la Casa de Hohenzollern (alemany: Hausorden von Hohenzollern o Hohenzollernscher Hausorden) era un orde de cavalleria de la Casa de Hohenzollern. Era atorgada tant pel mèrit civil com militar. L'orde com a tal només podia ser atorgada a oficials militars (o a funcionaris civils amb el mateix estatus), però les diverses classes podien ser atorgades a sots-oficials, soldats i civils diversos.

## Història
L'Orde de la Casa de Hohenzollern va ser instituïda el 5 de desembre de 1841 mitjançant un decret conjunt dels Prínceps Konstantin de Hohenzollern-Hechingen i Karl Anton de Hohenzollern-Sigmaringen. Aquests dos principats del sud d'Alemanya eren catòlics, cosins de la casa governant a Prússia, de fe protestant.
El 23 d'agost de 1851, després que ambdós principats haguessin estat annexionats a Prússia, l'orde va ser adoptada per la branca prussiana de la família. A més, si bé ambdós principats havien esdevingut una regió administrativa del regne de Prússia, les línies principesques seguien atorgant la distinció com a orde familiar. La versió prussiana va passar a ser coneguda com a Orde Reial de la Casa de Hohenzollern (KÖNIGLICH HAUSORDEN VON HOHENZOLLERN o KÖNIGLICH HOHENZOLLERNSCHER HAUSORDEN), per distingir-la de l'Orde Principesc de la Casa de Hohenzollern (FÜRSTLICH HAUSORDEN VON HOHENZOLLERN o FÜRSTLICH HOHENZOLLERNSCHER HAUSORDEN). Si bé el Kàiser Guillem II abdicà el 1918 com a Emperador d'Alemanya i Rei de Prússia, no va abandonar el seu paper com a Cap de la Casa Reial, sent capaç per tant de seguir conferint-la. L'Orde Principesca seguí sent atorgada després de la caiguda de la monarquia, si bé no-oficialment.
El 1935 aparegué una nova versió. El segon fill del príncep Karl Anton, Karl Eitel Friedrich de Hohenzollern-Sigmaringen, havia esdevingut rei de Romania com a Carles I. Va morir sense fills, sent succeït al tron pel seu nebot Ferran I. Durant el regnat del seu fill, Carles II, el govern romanès establí la seva versió de l'orde, coneguda com a Ordinul "Casei Domnitoare" o "Orde de la Casa Regnant". Aquesta versió existí fins a la deposició de la monarquia el 1947, però l'antic rei Miquel I seguí atorgant una versió de l'orde durant l'exili.

## Classes
L'Orde Reial de la Casa de Hohenzollern estava dividida en les següents classes:
- Großkomtur (Gran Comandant)
- Komtur (Comandant)
- Ritter (Cavaller)
- Inhaber (Membre)

La classe "Membre" era una classe menor per a sots-oficials (o els seus equivalent). La Creu de Membre (Kreuz der Inhaber), especialment amb Espases, era una distinció rara per als sots-oficials i els seus parells. Una altra distinció, l'Àliga dels Membres (Adler der Inhaber) era sovint atorgada pel llarg servei als oficials inferiors, com els mestres d'escola (les Àligues només eren distincions civils, i no podien atorgar-se amb les espases). Tots els altres graus podien ser atorgats amb Espases. Durant la I Guerra Mundial, la Creu de Cavaller amb Espases de l'Orde Reial de la Casa de Hohenzollern se situava entre la Pour le Mérite i la Creu de Ferro de 1a Classe. Les espases es lluïen sobre el galó de la Creu de Ferro.
L'Orde Principesc de la Casa de Hohenzollern estava dividida en les següents classes:
- Ehrenkreuz 1. Klasse (Creu d'Honor de 1a classe)
- Ehrenkomturkreuz (Creu d'Honor de Comandant)
- Ehrenkreuz 2. Klasse (Creu d'Honor de 2a classe)
- Ehrenkreuz 3. Klasse (Creu d'Honor de 3a classe)
- Goldenes Verdienstkreuz (Creu al Mèrit d'Or)
- Silbernes Verdienstkreuz (Creu al Mèrit de Plata)
- Goldene Ehrenmedaille (Medalla al Mèrit d'Or)
- Silberne Verdienstmedaille (Medalla al Mèrit de Plata)

Les Creus al Mèrit i les Medalles d'Honor eren graus menors pels sots-oficials, tropa i els seus equivalents civils. Tots els graus podien ser atorgats amb Espases. A diferència de l'Orde Reial, les concessions del Principesc Orde era atorgat amb el galó estatutari de l'orde, fos o no fos amb espases.
Les classes de la versió romanesa eren essencialment les mateixes que les de la versió Principesca, excepte que la Creu d'Honor de 3a classe podia ser atorgada amb Fulles de Roure, i les medalles al Mèrit podien ser atorgades amb una Corona. Com a les versions Prussiana i Hohenzollern, s'usaven espases creuades per indicar una concessió en combat o en temps de guerra. Donada la curta existència de l'orde i del fet que el Regne de Romania tenia diverses condecoracions més pel valor i pel mèrit militat (l'Orde de Miquel el Valent, l'Orde de l'Estrella de Romania, l'Orde de la Corona de Romania, l'Orde de la Força Aèria per Valentia, la Creu de la Virtut Militar, les Creus per Valentia de la Marina i la Força Aèria...), les concessions amb espases de la versió romanesa de l'orde són molt estranyes.

## Disseny
La insígnia de l'Orde de la Casa de Hohenzollern era una creu pattée amb les puntes convexes i els braços corbats (de vegades anomenada una creu "Alisée". La creu està coberta d'esmalt blanc amb una franja en esmalt negre als costats de la creu. Entre els braços de la creu hi ha una corona de fulles de llorer (costat esquerre) i de fulles de roure (costat dret) (hi ha algunes diferències en l'esmalt de la creu de les versions Reial, Principesca i Romanesa)
Al centre de la creu hi ha un medalló, el qual llueix diferents escuts, lemes i dates, segons la versió:
- El medalló de la Reial Casa de Hohenzollern és en esmalt blanc i llueix una àliga reial prussiana negre amb l'escut dels Hohenzollern en un escut sobre el pit. Al voltant hi ha un anell en esmalt blau vorejat d'or amb el lema "VOM FELS ZUM MEER" (Dels penya-segats al mar) en lletres daurades, amb branques de llorer a sota. El revers llueix el monograma del Rei Frederic Guillem IV de Prússia (el rei fundador de l'orde); i sobre l'anell apareix la data DEN 18. JANUAR 1851 (18 de gener de 1851), amb una branca de llorer (a l'esquerra) i una de fulles de roure (a la dreta)
- El medalló de la Principesca Casa de Hohenzollern llueix l'escut de la casa de Hohenzollern (quatre quarters en blanc i negre), sota una corona principesca. El medalló porta la inscripció ("Per lleialtat i mèrit"), amb unes branques de fulles de roure a sota. Al revers, apareixien els monogrames F i A (pels prínceps Friedrich i Anton, fundadors de l'orde) sota una corona principesca. A l'anell apareixen dates diverses.
- El medalló de la Casa de Hohenzollern Romanesa és en esmalt blanc amb una àliga negre romanes amb l'escut dels Hohenzollern en un escut sobre el pit. Al voltant del medalló hi ha un anell en esmalt blau vorejat d'or amb la inscripció en lletres daurades "NIHIL SINE DEO" ("Res llevat Déu"). Al revers apareix el monograma coronat del rei Carles I. A l'anell apareix la inscripció "10 FEBRUARIE 1881" (10 de febrer de 1881), data de la fundació del Regne de Romania.

La cinta del galó és blanca amb 3 franges en negre (amb lleugeres variacions segons la versió).